# Пјеве А Мајано (Арецо)
Пјеве А Мајано је насеље у Италији у округу Арецо, региону Тоскана.
Према процени из 2011. у насељу је живело 231 становника. Насеље се налази на надморској висини од 291 м.